# Diane Nukuri
Diane Nukuri (née le 1er décembre 1984) est une coureuse de fond burundaise, naturalisée américaine en 2020.

## Biographie
Elle représente son pays aux Jeux olympiques d'été en l'an 2000 où elle finit à la 45e place du 5 000 mètres puis à nouveau lors de l'édition 2012 où elle termine à la 31e place du marathon.
Aux Jeux de la Francophonie de 2001, à Ottawa, elle remporte la médaille de bronze du 10 000 m. Elle décide pendant les jeux de s'échapper chez un cousin à elle, afin d'éviter de rentrer dans un Burundi en pleine guerre civile.
Depuis 2004, elle vit aux États-Unis, pays dont elle acquiert la nationalité en 2017 et pour qui elle est autorisée à concourir depuis 2020.
Elle est naturalisée américaine le 3 février 2020 et peut concourir immédiatement pour le pays.

## Palmarès
| Date | Compétition             | Lieu           | Résultat | Épreuve  | Performance    |
| ---- | ----------------------- | -------------- | -------- | -------- | -------------- |
| 2013 | Jeux de la Francophonie | Nice           | 1re      | 10 000 m | 32 min 29 s 14 |
| 2016 | Jeux olympiques         | Rio de Janeiro | 13e      | 10 000 m | 31 min 28 s 69 |